# Jacaena schwendingeri
Espèce
Synonymes
- Sesieutes schwendingeri Deeleman-Reinhold, 2001

Jacaena schwendingeri est une espèce d'araignées aranéomorphes de la famille des Liocranidae.

## Distribution
Cette espèce est endémique de la province de Chiang Mai en Thaïlande,. Elle se rencontre entre 450 et 510 m sur le Doi Chiang Dao.

## Description
Le mâle holotype mesure 7,30 mm et la femelle paratype 8,80 mm.

## Étymologie
Cette espèce est nommée en l'honneur de Peter J. Schwendinger.

## Publication originale
- Deeleman-Reinhold, 2001 : Forest spiders of South East Asia: with a revision of the sac and ground spiders (Araneae: Clubionidae, Corinnidae, Liocranidae, Gnaphosidae, Prodidomidae and Trochanterriidae. Brill, Leiden, p. 1-591.